# Vladimir Beklemichev (sculpteur)
Pour les articles homonymes, voir Vladimir Beklemichev.
Vladimir Alexandrovitch Beklemichev (en russe : Влади́мир Алекса́ндрович Беклемишев), né le 3 août 1861 (15 août dans le calendrier grégorien) à Ekaterinoslav (Empire russe) et mort le 21 décembre 1919 à Rjev, est un sculpteur russe et ukrainien.

## Biographie
Il entre en 1878 à l'Académie impériale des beaux-arts de Saint-Pétersbourg où il étudie auprès de Nikolaï Laveretski. En 1894, il est nommé professeur et directeur de l'atelier de sculpture de l'École supérieure d'art de l'Académie. Il en devient le recteur en 1906. Il compte parmi ses élèves Lichev, Maniser ou Sherwood.
Il fait un séjour en Italie de 1887 à 1891. Il expose à l'exposition universelle de Chicago en 1893.
C'était un sculpteur prisé de son époque et fortuné. Il était membre de la Société des artistes de peinture historique. Avant la révolution de 1917, il acquiert le domaine des princes Mechchterski (Guertchikovo), près de Talachkino. Une de ses œuvres les plus connues est la statue de l'impératrice Marie Fiodorovna, installée au pavillon de Rossi du parc de Pavlovsk, près de Saint-Pétersbourg.

## Œuvres
Beklemichev est un sculpteur académique inspiré des ambulants, surtout dans ses portraits. Parmi ses œuvres, l'on peut distinguer:
- L'Esclave fugitif (musée de l'Ermitage, 1891)
- L'Amour paysan (musée des beaux-arts de Minsk, 1896)
- Statue de Tchaïkovski
- Statue de Kouïndji
- Statue de l'impératrice Marie Fiodorovna à Pavlovsk (1914)

## Illustrations

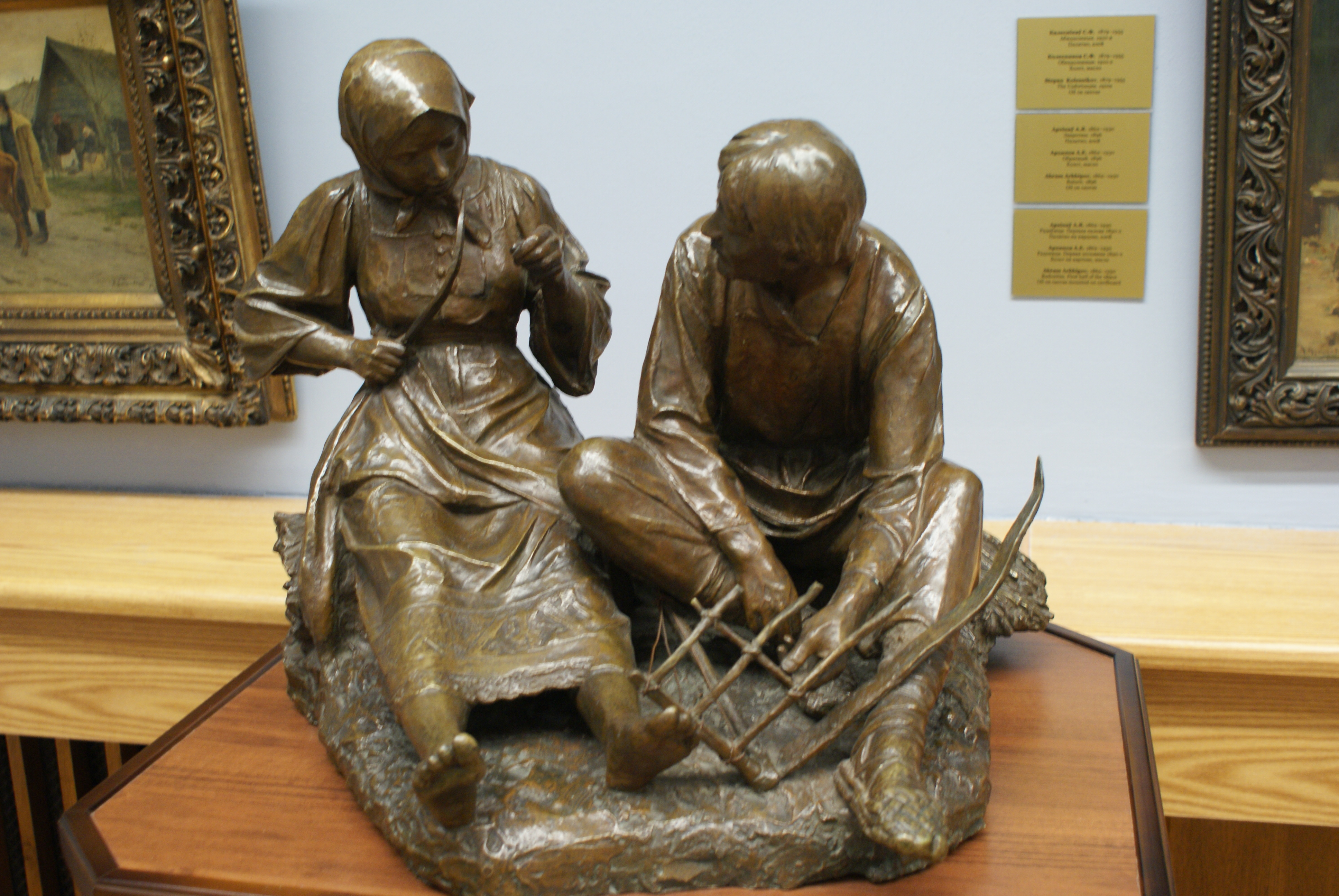
L'Amour paysan
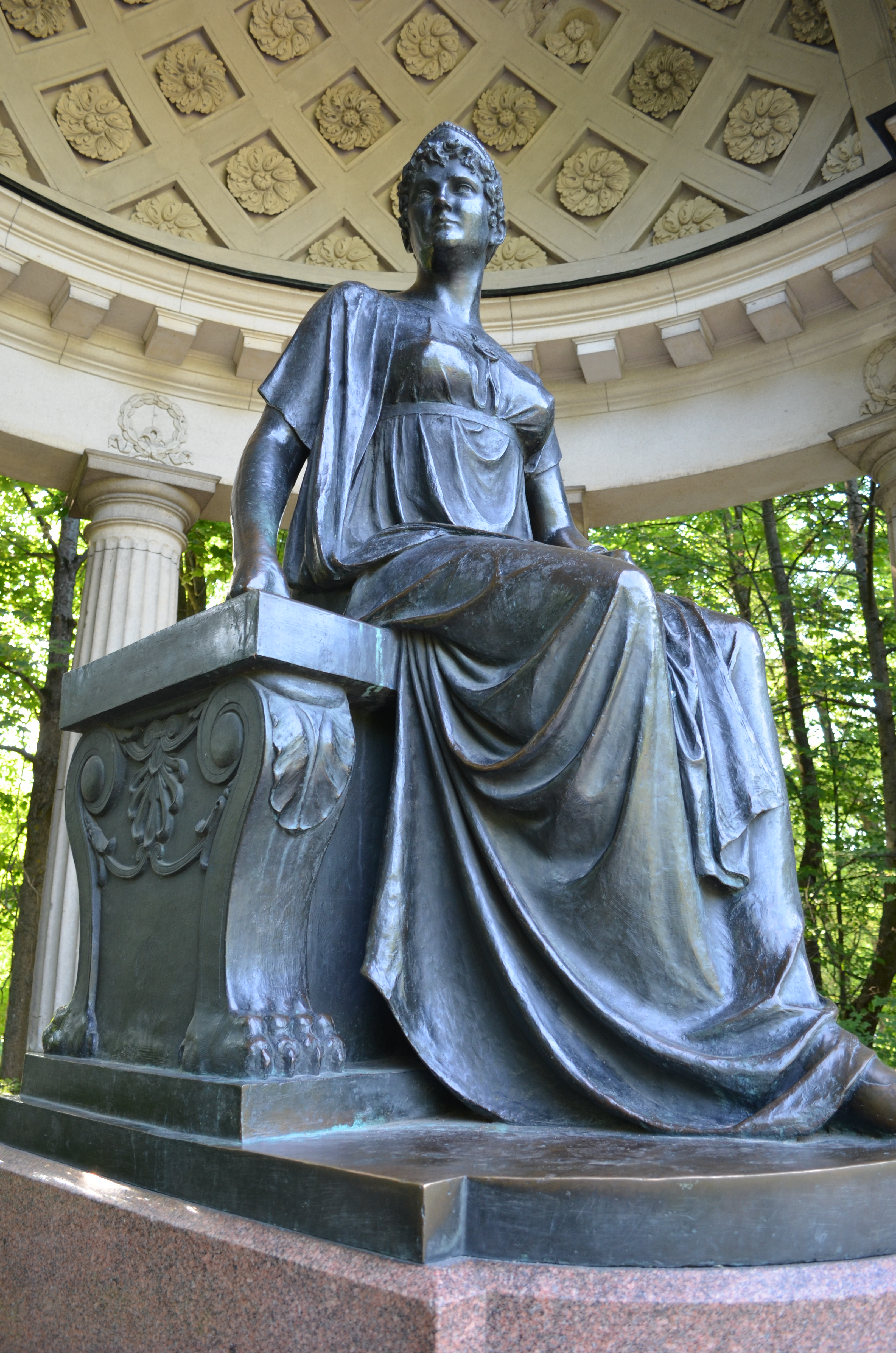
Statue de l'impératrice Marie Fiodorovna au parc de Pavlovsk